# Xã Lee, Quận Monroe, Ohio
Xã Lee (tiếng Anh: Lee Township) là một xã thuộc quận Monroe, tiểu bang Ohio, Hoa Kỳ. Năm 2010, dân số của xã này là 1.023 người.